# 中島瞻風
中島 瞻風（なかじま せんぷう）は、日本の男性、書道家。毎日芸術賞受賞者である金子卓義に師事。朝玄書道会（ちょうげんしょどうかい）、会主。

## 来歴
1959年、兵庫県に生まれる。6歳より書に親しみ、高校を卒業するまで保田拝月に指導を受け、上京後金子卓義に師事。1979年、創玄書道会創玄展一科賞受賞。1980年、創玄展二科賞受賞。同年、毎日書道展初入選。1996年、朝玄書道会設立。目黒区東山に書道教室を構える。
書道家育成のほか、書と音楽のインスタレーションライブ、雑誌、広告、テレビの題字なども手掛け幅広く活躍。現在、書道の古典を基本とし、文字と言葉を自然界に紡ぐ創墨家として、また墨に命色を吹き込む彩墨家を目指している。

## 作品
- 日本音楽制作者連盟FMPJ　１０周年パンフレット「音制連」（１９９６）
- ダンロップ　干支ゴルフボール「牛」、パッケージ水墨画（１９９７）
- サザンオールスターズ　NHK紅白歌合戦「日本一」（１９９７）
- 阿部義晴（ユニコーン）ライブ　「風花雪月」（１９９９）
- 浜崎あゆみ　ライブ　歌詞（２００２）
- 音楽雑誌アリーナ３７℃「閃光」（２００５）
- クリスチャン・ディオール（表参道店）オープニングレセプション「ジョン・ガリアーノの魂」（２００５）
- 熊本火の国酒造（旧美少年酒造）「青竹」「宵月」（２００５）
- 株式会社薫仙　日本酒ラベル　大吟醸「薫仙」「筑前　夢杜氏」
- ウルフルズ新聞広告「ウルフルズ幕開け」（２００６）
- 雑誌マリ・クレール　特集「恋文のすすめ」（２００６）
- ゴダイゴ　DVD　東大寺ライブ「轟き」[1]（２００８）
- 雑誌婦人画報　クリスチャン・ディオール雑誌広告「春・夏・秋・冬」（２００９）
- フォルクスワーゲン　イベント「夏まつり」（２０１０）
- 愛知県知事選　垂幕「突破」（２０１０）
- 舞台「天切り松　闇がたり」[2]（２０１１）
- 日本木彫刻協会　パンフレット「第一回　日本彫刻展」（２０１５）